# Ursula Küper
Ursula Küper, née le 28 novembre 1937 à Berlin, est une nageuse est-allemande spécialiste de la brasse. Elle est médaillée de bronze en relais aux Jeux de 1960.

## Carrière
Ursula Küper remporte la médaille de bronze du 4 x 100 m 4 nages avec ses compatriotes Ingrid Schmidt, Bärbel Fuhrmann et Ursel Brunner lors des Jeux olympiques d'été de 1960. Deux ans plus tard, elle est médaillée de bronze sur le 200 m brasse lors des Championnats d'Europe.

### Vie privée
Sa belle-fille Antje Stille (en) est une nageuse de haut-niveau ayant participé aux Jeux de 1976.

## Palmarès
| Date | Compétition           | Lieu    | Place | Course            |
| ---- | --------------------- | ------- | ----- | ----------------- |
| 1960 | Jeux olympiques       | Rome    | 3e    | 4 x 100 m 4 nages |
| 1962 | Championnats d'Europe | Leipzig | 3e    | 200 m brasse      |
| 1964 | Jeux olympiques       | Tokyo   | 8e    | 200 m brasse      |